# Centrale nucleare di Nižegorod
La centrale nucleare di Nižegorod è una futura centrale nucleare russa situata presso la città di Nižnij Novgorod nell'oblast di Nižnij Novgorod. L'impianto sarà composto da 4 reattori per circa 4400MW, tutti di tipologia VVER1200.